# Красномайский (Татарстан)
Красномайский — поселок в Нурлатском районе Татарстана. Входит в состав Тимерлекского сельского поселения.

## География
Находится в южной части Татарстана на расстоянии приблизительно 38 км на северо-запад по прямой от районного центра города Нурлат.

## История
Основан в 1920-х годах.

## Население
Постоянных жителей было в 1949 году — 162, в 1958—165, в 1970—239, в 1979—225, в 1989—134, в 2002 году 143 (чуваши 84 %), в 2010 году 134.